# Castillo de llanura

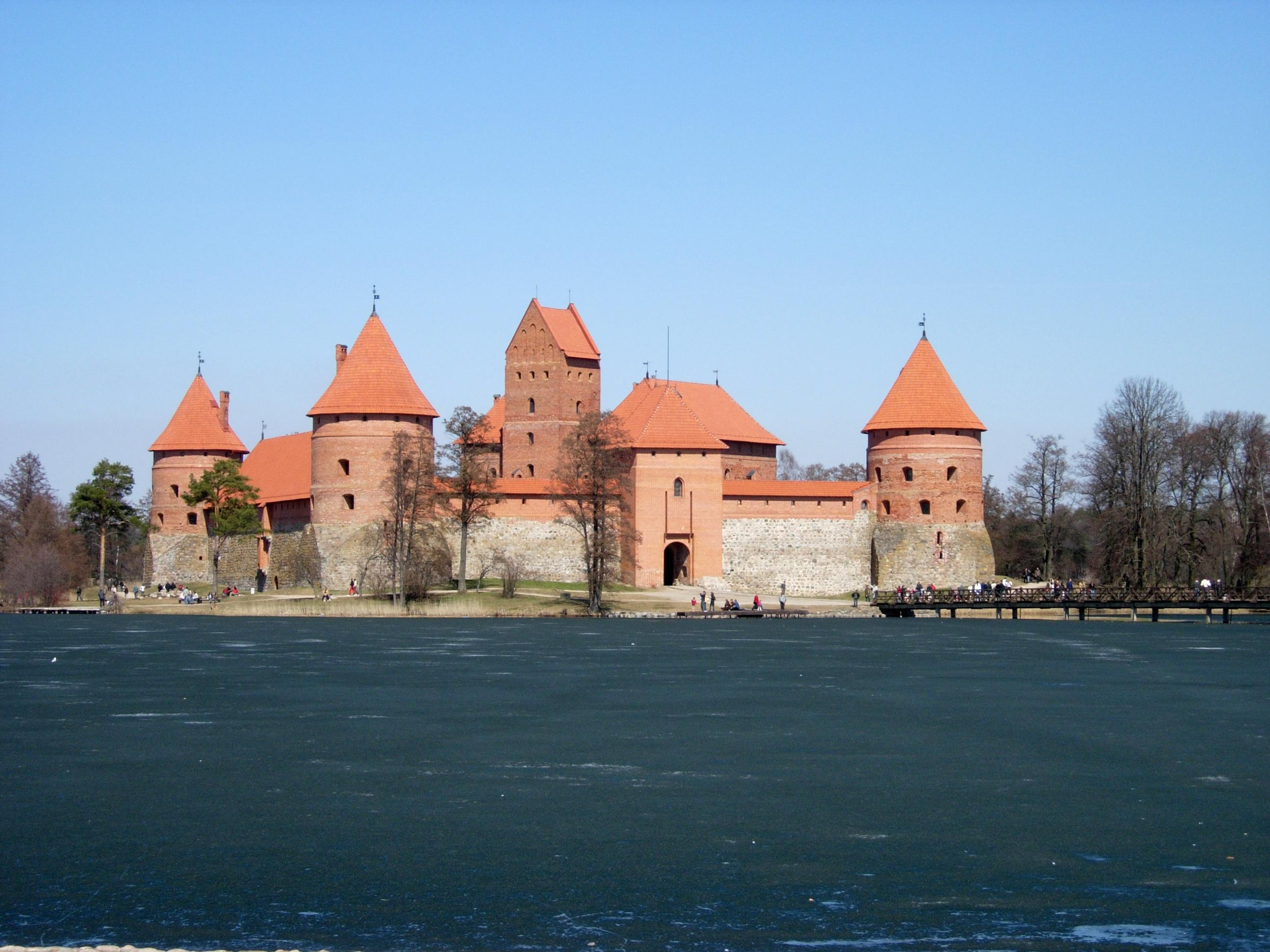
Castillo de Trakai (Lituania), un castillo de isla.

El término castillo de llanura o castillo de tierras bajas (en alemán: Niederungsburg, Flachlandburg o Tieflandburg) describe un tipo de castillo que está situado en unas tierras bajas, una llanura o un valle, a diferencia de uno construido en un terreno elevado, como el espolón de una colina. La clasificación se usa ampliamente en Alemania, donde alrededor del 34 por ciento de todos los castillos son de llanura.
Debido a que los castillos de tierras bajas no tienen la ventaja defensiva de un sitio en terrenos más elevados, se eligen sitios que sean fáciles de defender, aprovechando, por ejemplo, ríos, islas en lagos o marismas. Cuando no existen tales obstáculos naturales, se construyen obstáculos artificiales. Estos incluyen fosos secos o llenos de agua, murallas, empalizadas y muros cortina. Para aumentar la altura del castillo sobre el terreno circundante, se pueden construir montículos de tierra artificial (como motas) o torres fortificadas.
Los castillos de la Alta Edad Media (incluidos los castillos eslavos y sajones) a menudo tenían un foso estrecho y profundo y murallas de tierra altas y empinadas.
Los castillos de las tierras bajas se encuentran en llanuras como la llanura del norte de Alemania o en los Países Bajos, pero también se pueden encontrar ocasionalmente en zonas más elevadas, como en un valle o una isla en un río (Inselburg), como por ejemplo el castillo de Pfalzgrafenstein. 

## Tipos

### Por su ubicación
- Castillo de foso (Wasserburg): Término amplio que engloba todos los tipos de castillos que usan agua como obstáculo defensivo. Dependiendo de su ubicación topográfica pueden ser subdivididos en:
  - Castillo de río (Flussburg): castillo erigido en la orilla de un río. Como norma, están asimismo rodeados por fosos llenos de agua del río.
  - Castillo de costa (Uferburg): castillo junto a un lago o el mar. Como los de río, suelen tener fosos articficiales conectados al agua.
  - Castillo de isla (Inselburg): castillo en una isla (raramente artificial) de un río o lago.
  - Castillo de marisma (Sumpfburg): castillo en una zona de marismas o pantanos. Usa la inaccesibilidad del terreno en su ventaja.
  - Castillo de valle (Talburg): castillo en el fondo de un valle. Una variedad especial son los llamados Talsperren ("barreras de valle") donde las fortificaciones del valle se unen con las de un castillo de ladera o de cima, por lo que es una combinación de castillo de llanura y castillo de colina. Un ejemplo son los castillos de Bellinzona.

### Por su función
- Castillo puente (Brückenburg): castillo construido para vigilar y proteger un cruce de río.
- Castillo de puerto (Hafenburg): castillo construido para proteger un puerto.

## Ejemplos
- Castillo de Caerlaverock, castillo de foso de planta triangular, Escocia.
- Castillo de Lucena, castillo de foso, de planta cuadrada, España.
- Castillo de Eilean Donan,castillo de isla restaurado, Escocia.
- Castillo de Warwick, castillo de río, Inglaterra.
- Castillo de Sully-sur-Loire, castillo de foso en el valle del Loira, Francia.
- Castillo de Beersel, castillo de ladrillo de la Baja Edad Media, Bélgica.
- Castillo de Nassenfels, castillo en el emplazamiento de castellum romano, Alemania).
- Groß Raden, castillo de isla eslavo de la Alta Edad Media, Alemania.
- Castillo de Dankwarderode, castillo estatal (Landesburg) de los duques de Brunswick, Alemania.
- Castillo de Malbork, sede de los Caballeros Teutónicos y mayor edificio de ladrillo de Europa (Polonia).